# 厭世媽咪日記
《厭世媽咪日記》（英語：Tully）是一部於2018年上映的美國喜劇勵志劇情片，由傑森·瑞特曼執導、迪亞布羅·科蒂編劇，並由莎莉·賽隆、麥坎西·黛維斯、馬克·杜普拉斯和榮·利文斯通主演。電影定於2018年5月4日於美國上映，由焦點影業發行。這部電影發行後獲得的評價以正面為主，影評家讚譽莎莉·賽隆的演出表現和電影對母性的刻畫，但醫界人士則指出劇中對主角罹患產後憂鬱症的心理和行為刻劃缺乏認識的問題。

## 劇情
瑪蘿辛苦拉拔兩個孩子長大，每天被家務事逼得喘不過氣來，丈夫總是忙著上班無心與她分擔家事，而第三個孩子的出生成為了壓垮她的最後一根稻草，每天晚上不得好眠，還要面對老二在學校被老師點名轉學的困境。有一天，弟弟向她提出一個新穎的提案：要不要請一位「夜間保姆」？即便不喜歡外人進來家裡，但手足無措人生快要落入谷底的瑪蘿，也只能點頭答應，而「夜間保姆」塔莉的加入，將如何為這個家帶來嶄新的希望？

## 演員
- 莎莉·賽隆 飾 瑪蘿·莫羅
- 麥坎西·黛維斯 飾 塔莉
- 馬克·杜普拉斯 飾 克雷格
- 榮·利文斯通 飾 德魯·莫羅

## 製作

### 拍攝
主體拍攝在2016年9月22日於溫哥華進行。

## 發行
《厭世媽咪日記》定於2018年5月4日於美國上映，由焦點影業發行。此前，該片的美國上映日為2018年4月20日。

## 評價
2022年8月，《IndieWire》列出40部最佳悲傷電影名冊裡，本片榜上有名。